# Caterina de Courtenay
Caterina de Courtenay o Caterina I de Constantinoble (25 de novembre del 1274 – 11 d'octubre del 1307), fou emperadriu nominal de l'Imperi Llatí del 1283 al 1307, encara que sempre va viure en l'exili.

## Biografia
Caterina va néixer el 25 de novembre del 1274 i era l'única filla de l'emperador titular Felip de Courtenay i de la seva esposa Beatriu d'Anjou-Nàpols.. La seva mare va morir l'any següent.
A la mort del seu pare, esdevinguda el 15 de desembre del 1283, Caterina va heretar els drets successoris al tron del desaparegut Imperi Llatí. Caterina va estar promesa amb tres pretendents, amb els quals no es va casar, entre ells Jaume de Mallorca. De petita va viure a la cort de Carles I d'Anjou, l'avi matern, al Regne de Nàpols. Quan Carles va morir, el 1285, va anar a viure amb Margarida de Borgonya, la vídua del seu avi, que es va retirar a Tonnerre. El 1294, va anar a viure a la cort de Felip IV de França.
El 28 de febrer del 1301 al priorat de Saint Cloud, a prop de París, es va casar amb el comte Carles I de Valois, fill del rei Felip III de França. El 23 d'abril del mateix any, el marit de Caterina va ser reconegut també com a emperador de Constantinoble, títol que va portar fins a la mort d'ella, l'11 d'octubre del 1307. Va ser sepultada l'endemà, a l'abadia de Maubuisson, Jacques de Molay, gran mestre templer, va ser un dels oficiants de la cerimònia.

## Descendència
Caterina i Carles van tenir quatre fills:
- Joan, comte de Chartres (1302–1308).
- Caterina (1303 – 1346), emperadriu de Constantinoble i princesa d'Acaia, pel seu matrimoni amb Felip I de Tàrent.
- Joana (1304 – 1363), que es va casar amb el comte Robert III d'Artois.
- Isabel (1305 – 1349), abadessa de Fontevrault.